# 猶大書
《猶大書》或譯《猶達書》（希臘語：ΙΟΥΔΑ），是《新約聖經》中的第26卷書，是“大公書信”中最先寫成的第7卷。
《猶大書》的主題：為信仰爭辯。

## 关于作者
猶大书的引言显示：“耶穌基督的僕人，雅各的弟兄猶大，寫信給那被召”的。《路加福音》第6章第16节记载，耶穌原本的十二使徒中有兩個人名為猶大。出賣耶穌的加略人猶大，不可能寫作此書，至於另一位使徒猶大，有可能是本書的作者。
但本书作者並沒有談及自己是使徒，相反地，在提及使徒時，他用“他們”這個第三人稱，似乎並沒有將自己包括在內。此外，他稱自己為“雅各的弟兄”，所指的有可能是雅各書的執筆者，主的兄弟雅各。身為耶路撒冷會衆的“柱石”之一，這位雅各廣為人知。因此猶大遂用他去介紹自己。
因此，這位猶大有可能是耶穌的兄弟，因經文曾指名提及過他。然而，猶大並沒有標榜他與耶穌的血緣關係，相反地，他謙卑地强調他是“耶穌基督的僕人”這種屬靈關係。

## 寫作背景
猶大的基督徒弟兄正身陷險境！自耶穌基督死去和復活以來，有些外來的不法勢力已經滲進基督徒的會衆裏。正如使徒保羅在大約14年前所警告地一般，仇敵滲入的目的是要在暗中破壞基督徒的信心。（帖撒罗尼迦后书2章3節）
弟兄們應當怎樣戒備提防這項危險呢？ 猶大的信中直率有力之內容提供了答案。猶大在經文的第3和第4節清楚地道出當時的情勢：“我不得不寫信勸你們，⋯⋯因為有些人偷着進來，⋯⋯是不虔誠的，將我們上帝的恩變成放縱情慾的機會。”純正教義和清白道德的根基正受到威脅。猶大自覺必須為弟兄的福利而奮鬥，弟兄們亦同樣需要為信仰而奮鬥。

## 写作时间
猶大寫信給被召的人，但並沒有指明某群會衆或某個人，因此他的書信是給所有基督徒廣泛傳閱的。同樣難於肯定的是寫作的日期。然而，寫信的時候必然是在基督徒會衆發展的晚期，因為猶大促請人留意“主耶穌基督之使徒從前所説的話”，並且看來引用彼得後書3:3的經文。（猶大书17-18節）
此外，猶大書引用了彼得後書第二章的内容。兩者都十分關注當時會衆所面臨的危險。猶大在信裏提及上帝對惡人執行判決一事。按理說來，假若耶路撒冷已經被毁，猶大就無疑會提及上帝所執行的這項判決去支持他的論據，特别是鑑於耶穌曾預告過這件事。

## 可信性
本書的正典地位在早期曾受到質疑，原因是它的內容引用了後來被從《舊約》正典中除名的偽經《以諾書》的一句。
不过，這本書的真確性也受到多方面的支持，例如：
- 第二世紀的穆拉托里殘片曾提及這本書。
- 亞歷山卓的革利免（公元第二世紀）也接納猶大書為聖經正典的一部分。
- 俄利根説這本書“經節雖少， 卻充滿屬天恩典的健全話語”。[7]
- 特土良也認為這本書是真實無誤的。

## 内容

### 警戒行淫亂、巫靈和輕視主治的人
在第1-16節，猶大先向被召的基督徒致親切的問候。接着，他表示他本想談及救恩，但如今卻發覺要勸勉他們竭力保衛真理。因為有些不敬虔的人混了進來，將神的恩變作放縱情慾的藉口。猶大説這些人「更否認我們獨一的擁有者──我們的主耶穌基督」。猶大提醒他們，雖然神曾拯救祂的百姓離開埃及，但後來就把那些不信的滅絕了。照樣，所多瑪、蛾摩拉和周圍城邑的人所受永火的刑罰作為鑑戒，警戒那些「一味行淫， 隨從逆性的情慾」的人。以及那些用靈作夢的人。──第5-8節
當時的人如所多瑪、蛾摩拉一般大行邪術，“污穢身體，輕慢主治的，毁謗在尊位的神”。當天使長米迦勒為了摩西的屍體跟魔鬼發生爭辯時，尚且不敢直接越權責備牠，只是説：“主責備你吧！”然而，當時行巫靈的人，卻説話狂妄，毀謗他們所不知道的，像沒有靈性的畜類一樣。他們行事隨從該隱、巴蘭和叛徒可拉的途徑。他們有如水底的暗礁，又像沒有雨的雲彩；像沒有結果的樹，死而又死，連根拔出，又像洶湧的波濤湧出羞恥來；他們好像流盪的星一般飄忽無定，有墨黑的幽暗為他們永遠存留。以諾預言神會向不敬虔的人施行報應。這些人常發牢騷，怨天尤人，為了利益而不惜阿諛奉承。

### 勸人要留在 神的愛中
第17-25節，猶大提醒警告説，“末世必有好譏誚的人隨從自己不敬虔的私慾而行。”這些人製造麻煩，是「畜類而沒有靈性的人」。因此，蒙愛的人在等候基督的憐憫“直到永生”之際，要在信仰上建立自己，保守自己留在神的愛中。他們也要轉過來憐憫和幫助軟弱的人。在信的末了，猶大通過主耶穌基督將榮耀歸與那保守他們不至動搖的救主──獨一的神。──第18-21節，25節

### 阅读圣经
- （页面存档备份，存于）
- （页面存档备份，存于）
- 基督教文藝出版社藏書 （页面存档备份，存于） 香港浸會大學圖書館 華人基督教文獻保存計劃
- 思高聖經學會藏書 (The Studium Biblicum OFM Collections) （页面存档备份，存于）香港浸會大學圖書館 華人基督教文獻保存計劃
- 基督教古籍數據庫 (Christianity Rare Books Database) （页面存档备份，存于）香港浸會大學圖書館, 特藏及文獻組.